# Championnat de Belgique féminin de football 1993-1994
 (novembre 2024).
Si vous disposez d'ouvrages ou d'articles de référence ou si vous connaissez des sites web de qualité traitant du thème abordé ici, merci de compléter l'article en donnant les références utiles à sa vérifiabilité et en les liant à la section « Notes et références ».
Navigation
Saison précédente Saison suivante
Le championnat de Belgique féminin de football 1993-1994 est la 23e édition du championnat de première division belge de football féminin. Il se dispute lors de la saison 1993-1994.
Ce championnat est disputé par quatorze équipes. Il est remporté par le Standard Fémina de Liège dont c'est le 12e titre.

## Classement
| Rang | Équipe                   | Pts | J  | G  | N | P  | Bp | Bc  | Diff |
| ---- | ------------------------ | --- | -- | -- | - | -- | -- | --- | ---- |
| 1    | Standard Fémina de Liège | 47  | 26 | 22 | 3 | 1  | 89 | 20  | +69  |
| 2    | Herk Sport               | 46  | 26 | 21 | 4 | 1  | 91 | 13  | +78  |
| 3    | Brussel Dames 71         | 41  | 26 | 18 | 5 | 3  | 83 | 19  | +64  |
| 4    | Eva's Kumtich            | 30  | 26 | 13 | 4 | 9  | 51 | 37  | +14  |
| 5    | KFC Rapide Wezemaal      | 30  | 26 | 12 | 6 | 8  | 47 | 28  | +19  |
| 6    | RWD Herentals            | 26  | 26 | 11 | 4 | 11 | 49 | 43  | +6   |
| 7    | Elen Standard            | 26  | 26 | 9  | 8 | 9  | 39 | 39  | 0    |
| 8    | Astrio Begijnendijk      | 24  | 26 | 10 | 4 | 12 | 31 | 42  | -11  |
| 9    | DVC Kuurne               | 22  | 26 | 9  | 4 | 13 | 43 | 50  | -7   |
| 10   | Dames VK Egem            | 20  | 26 | 8  | 4 | 14 | 43 | 51  | -8   |
| 11   | Sinaai Girls             | 18  | 26 | 8  | 2 | 16 | 40 | 87  | -47  |
| 12   | Kamillekes Alost         | 17  | 26 | 5  | 7 | 14 | 33 | 65  | -32  |
| 13   | Jong Nijlen              | 12  | 26 | 3  | 6 | 17 | 12 | 71  | -59  |
| 14   | La Mosane                | 5   | 26 | 2  | 1 | 23 | 22 | 108 | -86  |